# Tōkyō-Gaikan-Autobahn
Die Tokyo-Gaikan-Autobahn (jap. 東京外環自動車道, Tōkyō Gaikan jidōshadō, dt. „Außenringautobahn Tokio“) ist eine Autobahn in Japan. Sie trägt die Nummer C3. Die Autobahn ist der dritte Ring der Hauptstadt Tokio und derzeit nur eine Nordumgehung, soll aber in Zukunft als ein Dreiviertel-Ring aus der Tōmei-Autobahn bei Setagaya und der Higashi-Kantō-Autobahn bei Ichikawa genutzt werden. Derzeit abgeschlossen sind 34 km der Strecke im Norden von Tokio.

## Straßenbeschreibung
Die Autobahn beginnt derzeit am Knoten Oizumi, wo die Kan’etsu-Autobahn beginnt, die nach Niigata läuft. Die Autobahn verläuft anschließend in Richtung Nordosten, verfügt über 2 × 3 Fahrspuren und führt durch zahlreiche Orte. Im weiteren Verlauf wird der Fluss Arakawa gekreuzt und es folgt eine Kreuzung mit der Stadtautobahn Tokio Route 5 und der Route S5. Die Autobahn verfügt über 2 × 2 Fahrspuren und verläuft durch den Süden der Präfektur Saitama. Ein wichtiger Knoten folgt bei Kawaguchi, wo sie die Stadtautobahn Route S1 und die Tōhoku-Autobahn kreuzt. Anschließend führt die Straße durch die Vororte von Tokio bis zur Kreuzung Misato, wo sie die Stadtautobahn Route 6 und die Jōban-Autobahn kreuzt. Die Autobahn verläuft von dort aus bis Matsudo, wo die Autobahn an der Nationalstraße 298 endet.

## Geschichte
Bereits im Jahr 1966 wurde beschlossen, die Autobahn zu bauen, jedoch dauerte es bis zum Jahr 1992, bis der erste Abschnitt zwischen dem Knotenpunkt Misato und der Ausfahrt Wako eröffnet wurde. Im Jahr 1993 öffnete die Kreuzung mit der Route 5 der Stadtautobahn. Im Jahr 1994 öffnete der Knoten von Wako zur Kan’etsu-Autobahn. Im Jahr 2005 eröffnete ein Abschnitt bei Misato.

## Eröffnungsdaten der Autobahn
| von    | nach          | Länge | Datum      |
| ------ | ------------- | ----- | ---------- |
| Wako   | Misato        | 27 km | 27.11.1992 |
| Oizumi | Wako          | 3 km  | 30.03.1994 |
| Misato | Misato-minami | 4 km  | 27.11.2005 |

## Verkehrsaufkommen
Die Autobahn ist verkehrsreich mit einem Verkehrsaufkommen zwischen 75.000 und 86.000 Fahrzeugen pro Tag. Eine Ausnahme stellt der Streckenabschnitt bei Misato dar, an dem es lediglich 32.000 Fahrzeuge pro Tag sind.

## Ausbau der Fahrbahnen
| von    | nach   | Länge | Fahrspuren |
| ------ | ------ | ----- | ---------- |
| Oizumi | Wako   | 5 km  | 2 × 3      |
| Wako   | Misato | 29 km | 2 × 2      |